# 長野里美
長野 里美（ながの さとみ、1961年8月15日 - ）は、日本の女優。神奈川県出身、神奈川県立多摩高等学校、早稲田大学第一文学部卒業。2021年3月15日、融合事務所退所。現在はフリー。夫は俳優、劇作家、演出家の上杉祥三。
2012年に解散した劇団第三舞台の元・看板女優で、“小劇場の女王”と称された。夫の上杉とともに演劇ユニットトレランスを旗揚げした。現在トレランスは活動休止、シアターリュウラを率いている。

## 来歴・人物
大学在学中の1981年、早稲田大学演劇研究会に加入。
のちに鴻上尚史率いる第三舞台に参加。1981年に上演された『宇宙で眠るための方法について』での家出少女役として出演して以降、悲しみを秘めた明るい女性役を持ち味にして劇団の看板的な存在となる。舞台公演での着ぐるみ姿も名物となった（85年の『リレイヤー』では演出の鴻上に稽古で追い詰められ、最後の舞台挨拶で泣き出してしまったという逸話もある）。
90年代以降は外部公演やシェイクスピア作品に多数出演。
小劇場ブーム末期には「西の高田聖子、東の長野里美」と評され、人気を博した。
1996年より文化庁の海外研修員として一年間ロンドンに留学（留学中は『演劇ぶっく』にて、ロンドンの様子をエッセイにて連載していた）。留学先で上杉と結婚。
2002年、夫とともに演劇ユニット『トレランス』を旗揚げ。
『ロスト・イン・ヨンカーズ』（2013年）『君となら』（2014年）と、三谷幸喜演出の舞台作品に出演した縁から、2016年に『真田丸』でNHK大河ドラマに初出演を果たした（三谷からは「長野さんにしかできない」と指名され、真田信幸の病弱な正室・こう役をユーモラスに演じて話題を集めた）。
2023年2月24日、第30回読売演劇大賞優秀女優賞を受賞した。

## 出演

### 舞台

#### 第三舞台（鴻上作品含む）公演
- 宇宙で眠るための方法について（1981年）
- プラスチックの白夜に踊れば（1982年）
- 電気羊はカーニバルの口笛を吹く（1982年）
- リレイヤー（1983年）
- デジャ・ヴュ（1983年）
- モダン・ホラー（1984年）
- 春にして君とわかれ（1985年）
- リレイヤー（1985年）
- もうひとつの地球にある水平線のあるピアノ（1985年）
- デジャ・ヴュ'86（1986年）
- スワンソングが聴こえる場所（1986年）
- ハッシャ・バイ（1986年）
- 朝日のような夕日をつれて 87（1987年）
- モダン・ホラー特別編（1987年）
- 天使は瞳を閉じて（1988年）
- 宇宙で眠るための方法について・序章（1989年）
- ピルグリム（1989年）
- ビー・ヒア・ナウ（1990年）
- ハッシャ・バイ<90年代版>（1991年）
- 天使は瞳を閉じて〜THE ANGELS WITH CLOSED EYES〜 海外公演（イギリス・スコットランド・アイルランド）（1991年）
- スナフキンの手紙（1994年）
- リレイヤーIII（1996年）
- ファントム・ペイン（2001年、第三舞台20周年記念&10年間封印公演）
- 深呼吸する惑星（2012年、第三舞台封印解除&解散公演）
- サバイバーズ・ギルト&シェイム（2016年）

#### トレランス公演
- 神経衰弱（2002年、トレランス旗揚げ公演）
- ルネッサンス（2003年、トレランス第2回公演）
- クレオパトラの鼻（2004年、トレランス第3回公演）
- 嘘と真実（まこと）（2004年、トレランス二人芝居vol.1）
- BROKENマクベス（2005年、トレランス第4回公演）
- BROKEN西遊記（2005年、トレランス番外公演vol.4）
- アセンション2012 〜来たるべき2012年12月22日・3次元から5次元へ〜（2009年、2010年）
- アセンション・ミロク（2010年）
- 公の園（2011年、アマ.トレランス公演）
- アセンション日本（2011年）

#### 外部公演
- 間違いの喜劇
- ハムレット（1992年、グローブ座カンパニー）
- ロミオとジュリエット（1992年、グローブ座カンパニー）
- トランス（1993年、サードステージプロデュース）
- くたばれハムレット（1993年）
- 星の忍者〜Stranger in a Strange Star（1995年、劇団☆新感線）
- 月の輝く夜に（1996年）
- 唇からナイフ（1997年）
- ラヴ・レターズ（1998年、1999年）
- 第2章（1999年）
- ファンレターズ（1999年）
- ビューティフル・サンデイ（2000年、2003年）
- 忠臣蔵ブートレッグ（2000年）
- ペーパー・マリッジ（2001年）
- 恋人たちの予感（2002年）
- 今度は愛妻家〜THIS TIME IT'S REAL〜（2002年）
- ラブハンドル（2007年、PARCO劇場、PARCO＋サードステージ）
- 僕たちの好きだった革命（2007年、KOKAMI@network vol.9）
- ちいさき神の、つくりし子ら（2008年、プレタポルテ#2）
- 世界のどこにでもある、場所 2（2010年）
- 公の園（2011年）
- SHINSAI Theaters for Japan in Tokyo（2012年）
- ロスト・イン・ヨンカーズ（2013年）
- 君となら〜Nobody Else But You（2014年）
- ダディ（2022年）[7]
- 凍える （2022年）- ナンシー 役[8]
- 女40歳 肉屋のムスメ（2024年）[9]
- NOT TALKING（2024年）[10]

### テレビドラマ

#### NHK
- 連続テレビ小説
  - ファイト（2005年）
  - ちむどんどん（2022年） - 平良多江 役[11]
- 中学生日記（2010年）
- 激流〜私を憶えていますか?〜（2013年） - 桜庭医師 役
- 珈琲屋の人々（2014年） - 島木久子 役
- 真田丸（2016年） - こう 役
- 風雲児たち〜蘭学革命（れぼりゅうし）篇〜（2018年） - 珉子 役[12]
- 我が家の問題（2018年） - 岸本薫 役
- 透明なゆりかご（2018年） - 北野弘子 役
- 大奥 (2023年のテレビドラマ)（2023年） - 水野忠邦 役

#### 日本テレビ
- いけない女子高物語（1990年）
- 嘘つきは夫婦のはじまり（1993年） - 鮫島高子 役
- ごくせん 第2シリーズ（2005年） - 小田切百合子 役
- 探偵学園Q（2007年）
- ブルドクター（2011年） - 梶田久美子 役
- ダンダリン 労働基準監督官（2013年） - 西川陽子 役
- 戦力外捜査官（2014年） - 朝霧悦子 役
- あなたの番です - 田宮君子 役
  - （2019年）
  - 完全新撮スペシャル!（2021年）
- 知らなくていいコト（2020年） - 中島光 役

#### TBS
- ぽっかぽか（1994 - 1996年） - 真田佳子 役
- 熱中家族（1998年）
- 温泉へ行こう（1999年） - 岡野亮介の母 役
- 夜行観覧車（2013年） - 春崎修子 役
- あぽやん（2013年） - コバヤシリツコ 役
- 名もなき毒（2013年） - 木内
- 夜のせんせい（2014年） - 綾小路聖子 役
- コウノドリ 第1シリーズ（2015年） - 土屋マキの母 役
- 往復書簡 (湊かなえ)（2016年） - 永田頼子 役
- 砂の塔〜知りすぎた隣人（2016年） - 宮瀬礼子 役
- アンナチュラル（2018年） - 高野島響子 役
- あなたには帰る家がある（2018年） - みゆきママ 役
- 義母と娘のブルース（2018年） - 陽子（良一の姉）
- G線上のあなたと私（2019年） - 加瀬敏美 役
- 病室で念仏を唱えないでください（2020年） - 宮寺早苗 役
- 100万回言えばよかった（2023年） - 鳥野佳織 役
- 対岸の家事（2025年）

#### フジテレビ
- IQエンジン（1989年）
- ウッチャンナンチャンのやるならやらねば!
- 世にも奇妙な物語 第1シリーズ 第1話「恐怖の手触り」（1990年4月19日）
- 奇妙な出来事 第17話「笑いの天才」（1990年2月26日）
- 正義は勝つ（1995年） - 水沼亜紀 役
- TOKYO23区の女 第4回「豊島区の女」（1996年4月26日）
- 踊る大捜査線 秋の犯罪撲滅スペシャル（1998年）
- 走れ公務員!（1998年）
- ソムリエ（1998年）
- リング〜最終章〜（1999年）
- 新・お水の花道（2001年） - 清野由紀恵 役
- 恋するトップレディ（2002年） - 高井梓 役
- ホーム&アウェイ（2002年）
- ムコ殿2003（2003年） - 高岡美幸の母 役
- 東京ラブ・シネマ（2003年）
- 僕と彼女と彼女の生きる道（2004年） - 村上令子 役
- 東京湾景（2004年） - 葉山編集長 役
- ほんとにあった怖い話
  - 「深夜の鏡像」（2004年） ‐ 野波聡子 役
  - 「見えない絆」（2004年） - 佐藤祐子 役
- 離婚弁護士（2005年） - 三神亜希子 役
- ダンドリ。〜Dance☆Drill〜（2006年） - 深雪エミ子 役
- 医龍-Team Medical Dragon-2（2007年） - 音部美和 役
- ハチミツとクローバー（2008年） - 山田あゆみの母 役
- 一瞬の風になれ（2008年） - 神谷新二の母 役
- ラスト・フレンズ（2008年）
- ありふれた奇跡（2009年） - 西川職員
- 不毛地帯（2009年） - 川又久代 役
- 東京DOGS（2009年） - 松尾順子 役
- カエルの王女さま（2012年） - 野々村遥子（まひるの母） 役
- 遅咲きのヒマワリ〜ボクの人生、リニューアル〜（2012年） - 今井佳奈 役
- チーム・バチスタ4 螺鈿迷宮（2014年） - 天馬美樹 役
- ディア・シスター（2014年） - 高橋医師 役
- HEAT (テレビドラマ)（2015年） - 畠山彩音 役
- FINAL CUT（2018年） - 小河原夏美 役
- コンフィデンスマンJP（2018年） - 川辺美代 役
- トレース〜科捜研の男〜（2019年） - 藤田早苗 役
- 死との約束（2021年） - 飛鳥ハナ 役
- 推しの王子様（2021年） - 日高妙子 役
- 個人差あり〼（2022年） - 磯森光枝 役
- ばらかもん（2023年） - 半田えみ 役
- 金曜エンタテイメント
  - 「年の差カップル刑事」（2002 - 2004年） - 花園つばき 役

#### テレビ朝日
- 本当にあった怖い話（1992年）
- 安楽椅子探偵登場（1999年） - カレン安城 役
- R-17（2001年） - 西本美佐子 役
- 生徒諸君!（2007年） - 樹村亜矢 役
- 警視庁捜査一課9係
  - （2008年） - 水橋真知子 役
  - （2011年） - 佐々木葉子 役
- 交渉人〜THE NEGOTIATOR〜（2009年） - 柴田静江 役
- 警視庁継続捜査班（2010年） - 星野佳世 役
- 黒革の手帖（2017年） - 若槻貴子 役
- 相棒（2018年） - 沖田晃子 役
- 白い巨塔 (2019年のテレビドラマ)（2019年） - 葉山和子 役
- 科捜研の女 Season20（2020年） - 草谷ゆり子 役
- にじいろカルテ（2021年） ‐ 紅野一海 役
- 日曜ワイド
  - 「おかしな弁護士」（2017年） - 小岩井光子 役

#### テレビ東京
- 月曜・女のサスペンス「死の懸賞」（1992年12月7日）
- 半分の月がのぼる空（2006年） - 秋庭里津子 役
- 徳川風雲録 八代将軍吉宗（2008年） - 瑞泉 役
- よつば銀行 原島浩美がモノ申す！～この女に賭けろ～（2019年） - 丹波勝代 役
- 水曜ミステリー9
  - 「検事・沢木正夫4」（2016年） - 馬場美智代 役

#### WOWOW
- 死の臓器（2015年） - 高倉直子 役
- アキラとあきら（2017年） - 山崎淑子 役
- ダブル・ファンタジー（2018年） - 朝倉志保 役
- 真犯人 (翔田寛の小説)（2018年） - 尾畑小枝子 役

### ウェブドラマ
- アンサング・シンデレラ ANOTHER STORY 〜新人薬剤師 相原くるみ〜（2020年8月27日 - 9月24日、FOD） - 未輝斗の母 役
- 誰かが、見ている（2020年9月18日、Amazon Prime Video） - 粕谷佳子 役[13]

### 映画
- ジュリエット・ゲーム（1989年） - 後藤香 役
- 世界の中心で、愛をさけぶ（2004年） - 廣瀬アキの母 役
- シムソンズ（2006年） - 林田幸江 役
- HERO（2007年） - 柏木節子 役
- 誰も守ってくれない（2009年） - 船村澄江 役
- ゼロの焦点（2009年） - 鵜原宗太郎の妻
- 東京公園（2011年） - 志田裕子 役
- すーちゃん まいちゃん さわ子さん（2013年）
- 遺体 明日への十日間（2013年）
- 君の膵臓をたべたい（2017年） - 桜良の母 役
- 犬部!（2021年） - 涼介の母 役
- あなたの番です 劇場版（2021年） - 田宮君子 役
- サンセット・サンライズ（2025年） - 西尾晋作の母 役

### ラジオドラマ
- 青春アドベンチャー（NHK-FM）
  - 『かがみ池のからくり』（2022年2月7日 - 18日）[14] - 白帯正子 役

### CM
- 江崎グリコ「和ごころ」
- PlayStation Portable「脳力トレーナー」
- 明治アーモンド「ベッカムスイートキャンペーン」
- イオン 国内産牛肉「帰ってきた焼肉」
- サラヤ「ヤシノミ洗剤」
- 旭松「なっとういち」
- 「フマキラー」
- カルビー「パンプキンスナック」
- コーワ「新キューピーコーワゴールド」「キャベ2」